# 77856 Ноблітт
77856 Ноблітт (77856 Noblitt) — астероїд головного поясу, відкритий 11 вересня 2001 року.
Тіссеранів параметр щодо Юпітера — 3,351.